# Zhaoqing

Zhaoqing (肇庆) é uma cidade localizada na província de Cantão no sul da República Popular da China.

## Administração
Zhaoqing tem jurisdição ao longo de 2 distritos, 4 municípios e 2 de nível de concelho cidades:
- Nação Deqing, 2,258 km², pop. 350,000
- Distrito de Dinghu, 506 km², pop. 150,000
- Distrito de Duanzhou, 152 km², pop. 320,000
- Nação Fengkai, 2,723 km², pop. 470,000
- Distrito Gaoyao, 2,206 km², pop. 730,000
- Nação Guangning, 2,380 km², pop. 540,000
- Nação Huaiji, 3,573 km², pop. 930,000
- Cidade Sihui, 1,258 km², pop. 420,000

## Geografia
Zhaoqing está localizado 110 km a noroeste de Cantão, no oeste do Delta do Rio das Pérolas. Situada na costa do norte do rio Xijiang, que flui de oeste para leste, e do lado oposto ao Gaoyao. A planície se situa a zona sul e oeste de Zhaoqing, com montanhas ao leste e norte.
A cidade está situada numa zona climática monção sul subtropicais. A temperatura média anual é 21,9 °C e precipitação anual é 1605 mm.

## Historia e Nome
A data de fundação de Zhaoqing é incerta, mais se sabe que ela já existia na Dinastia Chin(221-206 aC) e Dinastia Han(206 aC - 220 dC), na época ela era chamada de Gaoyao. Na dinastia Sui (581-618 dC), Zhaoqing ficou conhecido como Duanzhou e serviu como uma importante região administrativa e base militar.
Em 1118 D.C, na dinastia Song o Imperador Huizong concedeu o seu nome actual sobre a cidade. "Zhaoqing" significa "início auspicioso".

## Cidade irmã
- Campina Grande, Paraíba